# 陳德英
陳德英，廣西省鬱林直隸州人，清朝政治人物、進士出身。
光緒二十四年，登進士。长于书法。